# Sabino Bilbao
Sabino Bilbao, född 11 december 1897 i Leioa, död 20 januari 1983 i Getxo, var en spansk fotbollsspelare.
Bilbao blev olympisk silvermedaljör i fotboll vid sommarspelen 1920 i Antwerpen.